# Francis Nicholson (peintre)
Francis Nicholson (né le 14 novembre 1753 à Pickering - mort le 6 mars 1844 à Londres) est un artiste britannique. Il travaille l'aquarelle et l'huile, et est surtout connu comme paysagiste.

## Biographie

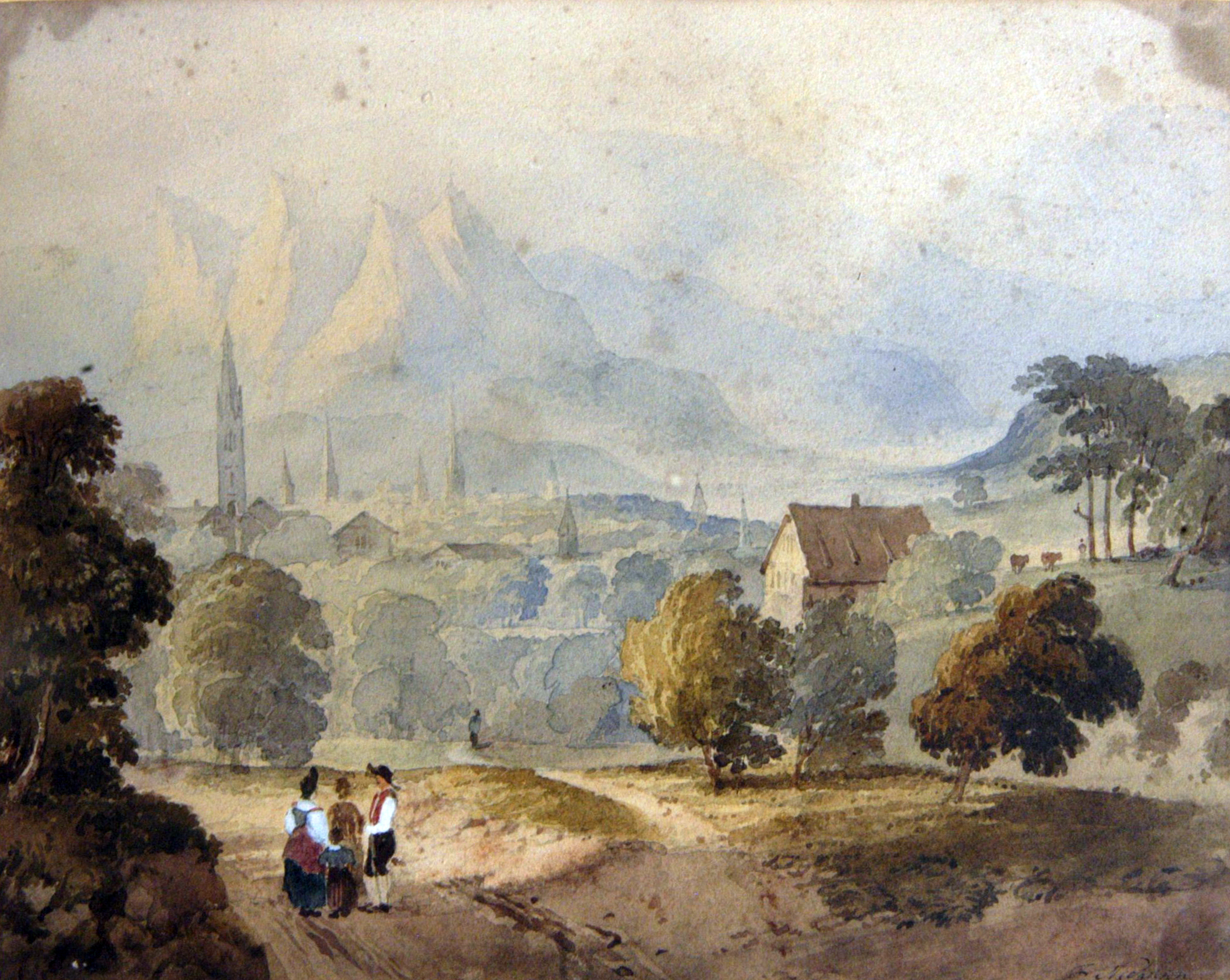
Coire-Coire de Francis Nicholson

Nicholson né dans le Yorkshire du Nord, étudie avec un artiste local à Scarborough, avant de commencer sa carrière dans son Pickering natal, produisant des tableaux et des portraits pour une variété de clients du Yorkshire. Au milieu des années 1780, il réalise également des peintures de maisons de campagne, ce qui l'amène à se concentrer sur les paysages à l'aquarelle.
À partir de 1789, il contribue à des vues du Yorkshire et de l'Écosse pour des expositions à la Royal Academy. Il fournit également des vues topographiques pour le Copper Plate Magazine.
Il contribue à Vues d'Angleterre en collaboration avec le graveur Francis Jukes (en) et aux Beautés d'Angleterre et du Pays de Galles, de Britton, John & Edward Wedlake Brayley - Un livre publié en 18 volumes de 1801 à 1815,.
Bien que son marché devienne de plus en plus basé à Londres, Nicholson continue à vivre dans le Yorkshire - à Whitby, Knaresborough et Ripon. Il ne s'installe à Londres que vers 1803. En 1804, il devient membre-fondateur de la Société des peintres aquarellistes et participe régulièrement à ses expositions.
Il écrit un manuel, The practice of drawing and painting landscape from nature, in water colours, lequel est publié en 1820. Il se vend bien et une deuxième édition sort en 1823. Nicholson meurt à Londres et y est enterré au cimetière de Brompton. Sa fille Marianne Croker (en) est une artiste, poétesse et auteur, et épouse de Thomas Crofton Croker (en).

## Héritage
Son autoportrait de 1837 est à la National Portrait Gallery. Il est connu comme le père de la peinture à l'aquarelle et aussi comme l'un des premiers pionniers de la lithographie, et est très admiré par Turner[réf. nécessaire]. En octobre 2012, Pickering et la société civique du district ont érigé une plaque bleue à sa mémoire au 3 Hungate Pickering.